# Areopaguristes taenia
Areopaguristes taenia is een tienpotigensoort uit de familie van de Diogenidae. De wetenschappelijke naam van de soort is voor het eerst geldig gepubliceerd in 1999 door Komai.